# Amel Džuzdanović
Amel Džuzdanović (sinh 26 tháng 8 năm 1994) là một cầu thủ bóng đá Slovenia thi đấu cho Gorica ở Slovenian PrvaLiga.